# Koncentracijsko taborišče Natzweiler-Struthof
Koncentracijsko taborišče Natzweiler-Struthof je bilo nacistično koncentracijsko taborišče v Vogezih blizu alzaške vasi Natzwiller (nemško Natzweiler) v Franciji, v mestu Schirmeck, približno 50 km jugozahodno od Strasbourga.
Natzweiler-Struthof je bilo edino nacistično taborišče na ozemlju današnje Francije. Obstajala so začasna taborišča, ki so jih vodili Francozi, na primer Deportacijsko taborišče Drancy. V tem času je območje Alzacija-Lorena administrativno spadalo pod Tretji rajh.
V tem taborišču je bil interniran tudi slovenski pisatelj Boris Pahor. Na podlagi te izkušnje je napisal roman Nekropola.

## Delovanje
Natzweiler-Struthof je deloval med 21. majem 1941 in začetkom septembra 1944, ko je SS taboriščnike preselil v koncentracijsko taborišče Dachau. Gradnjo taborišča je nadzoroval Hans Hüttig. Taboriščnike so poslali na smrtni marš v zgodnjem septembru, skupaj z majhno SS-ovsko enoto, ki je nadzorovala delovanje taborišča. 23. novembra 1944 ga je ameriška vojska odkrila in osvobodila kot prvo zahodnoevropsko koncentracijsko taborišče. Taborišče je imelo tudi več podenot.
V treh letih je bilo zaprtih približno 52.000 ljudi iz Jugoslavije, Poljske, Sovjetske zveze, Nizozemske, Francije, Nemčije, Norveške in drugih dežel. Taborišče so zgradili predvsem za zapornike po odloku Nacht und Nebel, v večini primerov za pripadnike odporniških gibanj.
Taborišče je imelo krematorij in plinske celice, ki jih niso uporabljali za množično morjenje. Josef Kramer, poveljnik taborišča, je bil za svoje zločine usmrčen. Obsojen je bil tudi za morjenje Judov v tukajšnjih plinskih celicah.
Za zločine, storjene tukaj, so bili obsojeni Otto Bickenbach, Friedrich Bickenbach in Helmut Ruehl. V tem taborišču se je zadrževal tudi Hans Eisele.
Garanje, medicinski poskusi, slaba prehrana in slabo ravnanje paznikov SS so privedli do 4.341 dokumentiranih smrti. Tukaj so 6. julija 1944 usmrtili tudi štiri pripadnice Uprave za posebne operacije: Diano Rowden, Vero Leigh, Andréo Boreel in Sonjo Olšanecki.
Ker je bila populacija žensk v taborišču majhna, je v njem delalo le 7 SS paznic (paznikov je bilo 600) in 15 v kompleksu podenot. Glavna naloga paznic je bila varovati ženske, ki so jih v taborišče privedli zaradi medicinskih poskusov ali na usmrtitev. V taborišču so urili več paznic, ki so odšle v podenoti Geinsenheim in Geislingen v zahodni Nemčiji.
Dva pripadnika Kraljevega vojnega letalstva (F/O Dennis H. Cochran in F/L Anthony R. H. Hayter), ki sta bila vpletena v pobeg iz Stalag Luft III, je po zajetju umoril gestapo. Kremirali so ju v Natzweilerju.
Med zaporniki so bili tudi pripadniki norveškega odporniškega gibanja. Per Jacobsen je tukaj umrl, Tor Njaa na poti do tja in Charles Delestraint, voditelj Armée Secrète so umrli kasneje v Dachau.
Osebje: 1. julija 1944 je bil SS Untersturmfuehrer Heinrich Wicker premeščen v Natzweiler-Struthof, ki je bil v tistem času največje taborišče v nemškem rajhu. Opravljal je nalogo administratorja.
Heinrich Schwarz je bil imenovan za poveljnika taborišča. Nadzoroval je premik zapornikov v Dachau, ki je potekal aprila in maja 1945. Po porazu nacistične Nemčije so ga francoske okupacijske oblasti v Rastattu obtožile vojnih zločinov. Obsodile so ga na smrt in 20. marca 1947 ga je blizu kraja Baden-Baden ustrelil strelski vod.

## Zbirka judovskih okostij
Zbirka judovskih okostij je bil nacistična namera, s katero so antropološko hoteli dokazati manjvrednost, ki so jo pripisali judovski rasi in poudariti status Judov kot podljudi, v primerjavi z nemško raso, ki so jo nacisti dojemali kot arijsko oziroma kot nadljudi. Zbirka naj bi bila nastanjena v Anatomskem inštitutu strasbourške univerze v priključeni Alzaciji, kjer so izvedli prve preparacije trupel.
87 zapornikov je bilo odposlanih v Natzweiler-Struthof, 46 jih je izviralo iz grškega Soluna. 86 ljudi so usmrtili v plinskih celicah v Natzweiler-Struthofu. Trupla 57 moških in 29 žensk so poslali v Strasbourg. Enega moškega so ustrelili, saj se je upiral zaplinitvi. Josef Kramer, poveljujoči častnik taborišča, (kasneje je postal poveljnik v Auschwitzu in zadnji poveljnik v Bergen-Belsnu) je lastnoročno izvedel zaplinitev 80 od 86 žrtev. 
Najprej so hoteli narediti anatomske odlitke teles. Zato je bilo treba trupla reducirati do okostja (dekarnirati). Leta 1944 so se bali, da bi telesa, ki še niso bila brez mesa, zavezniki odkrili. Septembra 1944 je Sievers poslal Brandtu telegram z vsebino: »Zbirka bi lahko bila dekarnirana in trupla neprepoznavna. To bi pomenilo, da je bilo vse delo zaman in da je ta zbirka izgubljena za znanost, če odlitkov ne bi bilo mogoče narediti.«
Dva antropologa, oba člana SS, Hans Fleischhacker in Bruno Beger, sta bila skupaj z Wolffom obtožena selekcije judovskih zapornikov v Auschwitzu za Hirtovo zbirko rasnih tipov - projekt, ki je ustvaril judovsko zbirko okostij. Beger je bil spoznan za krivega, vendar kazni ni odslužil. V povezavi s projektom se omenjajo še Karl Wimmer in anatom Anton Kiesselbach.
V Imenih številk je Hans-Joachim Lang opisal množične umore. Podrobno je opisal, kako je določil identiteto 86 žrtev medicinskih eksperimentov Otta Bickenbacha in Avgusta Hirta.

## Povojni sodni procesi
Fritz Hartjenstein je umrl v zaporu. Druga dva, ki so ju obsodili na smrt, so obesili 11. oktobra 1946. Sodili so:
1. Franzu Bergu: smrtna obsodba (izvršena),
2. Kurtu Geiglingu: 10 let zapora,
3. Fritzu Hartjensteinu (poveljnik taborišča): smrtna obsodba (umrl pred izvršitvijo),
4. Josefu Muthu: 15 let zapora,
5. Petru Straubu: smrtna obsodba (izvršena),
6. Magnusu Wochnerju: 10 let zapora,
7. Heinrichu Schwarzu: usmrtitev s strelskim vodom.

Wochner je bil vpleten tudi v umore po dezertaciji Stalag Luft III in je bil zanje tudi obtožen.
Ganninger, pribočnik in namestnik poveljnika Hartjensteina, je pred sojenjem storil samomor v zaporu v Wuppertalu. Obtožen je bil tudi umora štirih pripadnic britanske Uprave za posebne operacije.